# 毛果野罂粟
毛果野罂粟（学名：Papaver nudicaule f. seticarpum）为罂粟科罂粟属野罂粟下的一个变型。

## 扩展阅读
- 維基物種上的相關：毛果野罂粟